# 安中市土地開発公社巨額詐欺事件
安中市土地開発公社巨額詐欺事件（あんなかしとちかいはつこうしゃきょがくさぎじけん）は、群馬県安中市の外郭団体である安中市土地開発公社を舞台に1987年から1995年まで行われていた巨額の詐欺事件。

## 概要
1987年から1995年にかけて安中市の職員多胡邦夫が公社の契約書類を偽造するなどして群馬銀行から約48億円だまし取っていた。1995年5月の監査で多胡の不正が発覚し、5月31日付で懲戒免職となり、6月7日に詐欺罪と有印公文書偽造同行使罪で逮捕された。多胡はだまし取った金のうち、骨とう品購入に約10億円使ったほか、不動産やリゾートマンション、会社、貴金属の購入に約5億円、ギャンブルに約1億円、妻の多胡春美が経営する喫茶店の建設費や愛人に約1億円など計22億円を費やしていた。
同年10月13日には同公社理事長を兼任する安中市長の小川勝寿が引責辞職をした。
多胡は逮捕時に公印を無断で持ち出して開設しておいた「安中市土地開発公社特別会計」名義の秘密口座には約2億円しか残っておらず、多胡の預金残高や骨董品の売却で約6億円返したが、安中市土地開発公社が既に群馬銀行に返済した約7億円を除いても、約35億円の損害が残った。関東信越国税局は不正利得も所得とみなして所得税を課税したが、多胡が支払えなかったために1995年末に安中市内にある多胡の自宅建物を差し押さえた。
Xは約32億円をだまし取った詐欺罪で訴追され、検察は多胡に対して詐欺罪の併合罪としては最高刑に当たる懲役15年を求刑し、1996年4月8日に前橋地裁は懲役14年を言い渡し判決は確定。多胡は千葉刑務所に服役した。同期間中の千葉刑務所には新潟少女監禁事件の佐藤宣行やスーパーフリー事件の和田真一郎も服役しており奇しくも刑期は二人とも多胡と同じ懲役14年であった。
群馬銀行は1995年10月に安中市土地開発公社と債務保証をしている安中市を相手に、貸金の返済と保証債務の履行を求める民事訴訟を起こした。群馬銀行は安中市の使用者責任を主張して約40億円の支払いを求め、安中市は元職員が不正に借り入れたもので公社に支払義務はないとして全面的に争っていたが、1998年12月に公社が群馬銀行に100年かけて約24億円を支払うことで和解が成立した。公社は正当に借りていた金額を除く約22億円を詐欺事件による損害と算定し、公社はこの損害を多胡に不法行為によるものとして多胡を相手取って損害賠償を請求した。裁判で争わなかったため、公社の主張が全面的に認められて前橋地裁は約22億円を支払うように命じたが、多胡は刑事裁判の際の被害弁済のためにほぼ全資産を処分しており、支払いは難しいと報じられた。
なお、多胡は2023年1月9日に債務残高約22億円の状態で享年71歳で死亡している。